# 刚毛小叶葎
刚毛小叶葎（学名：Galium asperifolium var. setosum）为茜草科拉拉藤属下的一个变种。产四川（道孚、炉霍）、云南（西北部）、西藏（察隅、贡觉、波密、墨脱）。生于海拔3000-3900米的山坡、草地或灌丛。

## 扩展阅读
- 維基物種上的相關：刚毛小叶葎